# Morning Sun (Iowa)
Morning Sun è un comune degli Stati Uniti d'America, situato nello Stato dell'Iowa, nella contea di Louisa.